# Slag bij Baecula
De Slag bij Baecula was Scipio Africanus' eerste belangrijke veldslag nadat hij het commando had overgenomen van de Romeinse troepen in Spanje tijdens de Tweede Punische Oorlog. Hiermee versloeg Scipio het Carthaagse leger onder leiding van Hasdrubal Barkas.

## Voor de veldslag
Nadat Scipio met een verrassingsaanval Carthago Nova had overgenomen, waren de drie Carthaagse legers in Spanje gescheiden. Hun generaals hadden onderling ruzie; dit zorgde ervoor dat de Romeinen de kans hadden om een voor een met hen af te rekenen.
In het begin van het jaar 208 v.Chr. viel Scipio Hasdrubal aan, wiens leger had overwinterd in Baecula, in de bovenloop van de rivier de Baetis, nu de Guadalquivir, in Andalusië.
Bij het naderen van de Romeinse troepen verplaatste Hasdrubal zijn kamp naar een sterke en verdedigbare positie: een hoog en steil plateau ten zuiden van Baecula, beveiligd door ravijnen aan de zijkanten en een rivier die stroomde van de voorkant naar de achterkant van het kamp. Hierdoor was het plateau verdeeld in twee stukken. Hasdrubal plaatste zijn lichte troepen op het lager gelegen plateau en zijn kamp op het hoger geplaatste.
Nadat Scipio aangekomen was, wist hij niet hoe hij zo'n sterke positie moest aanvallen, maar omdat hij bang was dat de andere Carthaagse legers gebruik zouden maken van zijn aarzeling en zich zouden voegen bij Hasdrubal, ging hij al op de derde dag over tot actie.

## Het gevecht
Voordat het werkelijke gevecht begon, zond Scipio één legeronderdeel eropuit om de ingang van de vallei te beschermen, zodat de twee Carthaagse legers zich niet zouden kunnen samenvoegen. Hij stuurde tevens één leger naar de weg die naar het noorden van Baecula liep, om ervoor te zorgen dat zijn eigen leger in veiligheid was en niet door een ander Carthaags leger in de rug werd aangevallen.
Nadat deze voorbereiding waren afgerond, lukte het de Romeinse lichte troepen in eerste instantie stand te houden tegen de Carthaagse lichte infanteristen. Ondanks dat ze bergopwaarts moesten vechten en onder vuur lagen van boogschutters, was het voor de Romeinen geen moeite om de Carthagers terug te drijven in man-tegen-mangevechten.
Nadat hij zijn voorste gelederen versterkt had, viel Scipio de flanken van het Carthaagse kamp aan. Hij liet Gaius Laelius met overgebleven goed bewapende infanterie de rechterkant aanvallen. Scipio zelf viel de linkerkant aan.
Hasdrubal dacht ondertussen, dat de Romeinse aanval alleen maar een schermutseling was. Scipio had het grootste deel van zijn leger in het kamp gehouden tot de definitieve aanval. Het lukte Hasdrubal niet zijn leger weer tegen de Romeinen in positie te brengen, omdat zijn leger slecht was voorbereid en van drie kanten werd aangevallen door de Romeinen.
Ondanks dat hij verslagen was, wist Hasdrubal ongedeerd te ontkomen met zijn krijgsolifanten, zijn bagage en het merendeel van zijn Carthaagse troepen. De verklaring hiervan is dat de grootste verliezen waren geleden onder zijn lichte troepen en de Iberische bondgenoten en omdat de Romeinen de voorkeur hadden gegeven aan het plunderen van het Carthaagse kamp, in plaats van Hasdrubal te achtervolgen voor een definitieve afrekening.

## Nasleep
Na het gevecht leidde Hasdrubal zijn uitgedunde leger over door de Pyreneeën via de westelijke passen naar Gallië, en daarna naar Italië met een voornamelijk Gallisch leger, in een tot mislukken gedoemde poging zich te voegen bij zijn broer Hannibal.
Scipio keerde daarentegen terug met zijn leger naar Tarraco en slaagde erin de meeste Iberische stammen aan zijn zijde te krijgen, dankzij de Romeinse overwinningen in Carthago Nova en Baecula.
Veel geschiedkundigen vinden het verkeerd dat Scipio Hasdrubal liet ontsnappen vanuit Hispania. Maar een achtervolging van de Romeinen, door onbekend, onherbergzaam gebied, met twee grotere Carthaagse legers achter zich, zou tot eenzelfde fiasco kunnen leiden als bij de Trasimeense meren. Wellicht had Scipio hieruit een les geleerd.
In de daarop volgende winter landden verse Carthaagse troepen in Hispania. Zij zouden spoedig een laatste poging doen om hun verliezen ongedaan te maken.